# Wettinia augusta
Wettinia augusta là loài thực vật có hoa thuộc họ Arecaceae. Loài này được Poepp. & Endl. miêu tả khoa học đầu tiên năm 1838.